# Valdidiello
Valdidiello (oficialmente en asturiano: Valdidiellu) es una casería española de la parroquia de Villavaler, perteneciente al municipio de Pravia, en la comunidad autónoma de Asturias.

## Historia
Hacia mediados del siglo XIX, el lugar, ya por entonces perteneciente a la parroquia de Villavaler del municipio de Pravia, tenía contabilizada una población de 46 habitantes. Aparece descrito en el decimoquinto volumen del Diccionario geográfico-estadístico-histórico de España y sus posesiones de Ultramar de Pascual Madoz con las siguientes palabras:

VALDIDIELLO: l. en la prov. de Oviedo, ayunt. de Pravia y felig. de Sta. María de Villavalen: sit. en una ladera oriental del monte Pascual, sobre una canalada que arranca desde la parte inferior de la altura de Ablanedo, siguiendo por entre dicho monte hácia un lado de la sierra ó loma de Faedo, pasa despues por la montaña de Montarés y llega hasta el valle de Artedo. Es el segundo pueblo de dicha ladera: su terreno es pendiente y frio. prod.: escanda, trigo, maiz, habas, patatas y demas frutos del pais. pobl.: 11 vec., 46 almas.
(Madoz, 1849, p. 298)

En 2023, la entidad singular de población tenía empadronados 11 habitantes, todos ellos diseminados.